# Condição humana
A condição humana são todas as características e eventos-chave que compõem o essencial da existência humana, incluindo nascimento, crescimento, emoção, aspiração, conflito e mortalidade. Esse é um tópico muito amplo, que tem sido e continua sendo ponderado e analisado de várias perspectivas, incluindo religião, filosofia, história, arte, literatura, antropologia, psicologia e biologia.
Como termo literário, "a condição humana" é normalmente usada no contexto de assuntos ambíguos, como o significado da vida ou preocupações morais.

## Algumas perspectivas
Cada religião principal tem crenças definitivas sobre a condição humana. Por exemplo, o budismo ensina que a vida é um ciclo perpétuo de sofrimento, morte e renascimento, do qual os humanos podem ser libertados através do Nobre Caminho Óctuplo. Enquanto isso, muitos cristãos acreditam que os humanos nascem em uma condição pecaminosa e estão condenados na vida após a morte, a menos que recebam a salvação por Jesus Cristo.
Os filósofos forneceram muitas perspectivas. Uma visão antiga e influente foi a da República na qual Platão explorou a questão "o que é justiça?" e postulou que não é primariamente uma questão entre indivíduos, mas com a sociedade como um todo, levando-o a conceber uma utopia. Dois mil anos depois, René Descartes declarou "Eu penso, logo existo" porque ele acreditava que a mente humana, particularmente sua faculdade da razão, era o principal determinante da verdade; por isso, ele é frequentemente creditado como o pai da filosofia moderna. Uma dessas escolas modernas, o existencialismo, tenta conciliar o sentimento de desorientação e confusão de um indivíduo em um universo considerado absurdo.
Muitos trabalhos de literatura fornecem perspectivas sobre a condição humana. Um exemplo famoso é o monólogo de Shakespeare "O mundo é um palco" que resume pensativamente sete fases da vida humana.
A psicologia tem muitas teorias, como a hierarquia de necessidades de Maslow e a noção de crise de identidade. Também possui vários métodos, por exemplo, a logoterapia desenvolvida pelo sobrevivente do holocausto, Viktor Frankl para descobrir e afirmar um senso de significado. Outro método, a terapia cognitivo-comportamental, tornou-se um tratamento generalizado para a depressão clínica.
Desde 1859, quando Charles Darwin publicou A Origem das Espécies, a teoria biológica da evolução tem sido significativa. A teoria postula que a espécie humana está relacionada a todas as outras, viva e extinta, e que a seleção natural é o principal fator de sobrevivência. Isso forneceu uma base para novas crenças, por exemplo, darwinismo social, e para novas tecnologias, por exemplo, antibióticos.

## Uso do termo
Os usos notáveis do termo "condição humana" incluem o romance Man's Fate de André Malraux, de 1933, as pinturas de René Magritte, La Condition Humaine, a filosofia política de Hannah Arendt e a trilogia de filmes japoneses de Masaki Kobayashi.